# ハッピーウェディングソングス
『ハッピーウェディングソングス』は、ビーグルクルーの4枚目のアルバムで、初のカバーアルバムである。2011年11月9日発売。発売元はフジパシフィック音楽出版。

## 概要
- ビーグルクルーとして4枚目のアルバムで、初のカバーアルバムである。

## 収録曲

### CD
1. たしかなこと(原曲：小田和正)
2. Everything(原曲：MISIA)
3. Best Friend(原曲：Kiroro)
4. はじめてのチュウ(原曲：あんしんパパ)
5. 君をさがしてた(原曲：CHEMISTRY)
6. ハナミズキ(原曲：一青窈)
7. バンザイ〜好きでよかった〜(原曲：ウルフルズ)
8. 幸せな結末(原曲：大瀧詠一)
9. 未来予想図Ⅱ(原曲：DREAMS COME TRUE)
10. Story(原曲：AI)